# Regulatorgen
Een regulatorgen of regelgen is een gen dat betrokken is bij de controle van de genexpressie. Regulatorgenen kunnen in een operon liggen, tegen een operon aan of ver weg van een operon. Een regulatorgen kan coderen voor een regulatoreiwit of werken op RNA-niveau, zoals bij de genen die coderen voor microRNA's. Een hoofd-regulatorgen bevindt zich aan het begin van de signaalcascade om tot een specifieke genexpressie te komen.
Bij prokaryoten kan een regulatorgen vaak voor een actief repressoreiwit coderen, dat bij aanwezigheid van substraat ervoor zorgt dat de inductor inactief wordt, zoals bij het lac-operon. Inductors veranderen de vorm van een eiwit of zorgen er op een ander manier voor dat ze DNA binden, waardoor RNA-polymerase met de transcriptie kan blijven doorgaan. Repressoreiwitten binden aan een operator of een promotor, waardoor RNA-polymerase niet meer het RNA kan aflezen. Ze zijn vaak in overvloed in de cel aanwezig.
Een regulatorgen kan ook coderen voor een inactieve repressor, dat eerst bij aanwezigheid van een bepaalde stof actief wordt, zoals bij het trp-operon.
Andere regulatorgenen coderen voor activators. Een activator bindt aan een DNA-molecuul, waardoor een nabijgelegen gen vaker afgelezen wordt. Een bekend voorbeeld van een activator bij prokaryoten is het catabolite activator proteïne (CAP), dat betrokken is bij een positieve controle van het lac-operon.  
Bij de genregulatie spelen zowel activators als repressors een belangrijke rol.

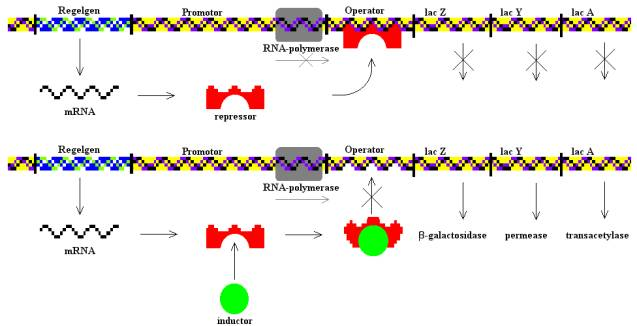
Het lac-operon